# Puerto Rico ved sommer-OL 2016
Puerto Rico deltog ved Sommer-OL 2016 i Rio de Janeiro som blev arrangeret i perioden 5. august til 21. august 2016. Dette var fjortende gang at Marokko deltog ved sommer-OL 

## Medaljer
| 2016 Rio de Janeiro | Guld | Sølv | Bronze | Total |
| Puerto Rico         | 1    | 0    | 0      | 1     |

### Medaljevinderne
| Puerto Rico under sommer-OL 2016 i Rio de Janeiro | Puerto Rico under sommer-OL 2016 i Rio de Janeiro | Puerto Rico under sommer-OL 2016 i Rio de Janeiro | Puerto Rico under sommer-OL 2016 i Rio de Janeiro | Puerto Rico under sommer-OL 2016 i Rio de Janeiro |
| Medalje                                           | Navn                                              | Sport                                             | Event                                             | Dato                                              |
| ------------------------------------------------- | ------------------------------------------------- | ------------------------------------------------- | ------------------------------------------------- | ------------------------------------------------- |
| Guld                                              | Monica Puig                                       | Tennis                                            | Damesingle                                        | august 13                                         |